# Fryderyk I Oldenburg
Fryderyk I (ur. 7 października 1471, zm. 10 kwietnia 1533) – książę holsztyński na Gottorpie (1513–1533), król Danii i Norwegi (1523–1533) z dynastii oldenburskiej.

## Życiorys
Był najmłodszym synem króla Chrystiana I i Doroty Brandenburskiej (1430–1495), córki Jana Alchemika, margrabiego brandenburskiego na Kulmbach z dynastii Hohenzollernów. Tron duńsko-norweski objął po swym bratanku Chrystianie II.

## Życie prywatne
W 1502 ożenił się z piętnastoletnią Anną Hohenzollern (1487–1514), córką Jana Cicero, elektora brandenburskiego. Z tego związku pochodzili:
- Chrystian III Oldenburg (1503–1559) – następca tronu,
- Dorota (1504–1547) – od 1526 żona byłego wielkiego mistrza zakonu krzyżackiego, Albrechta Hohenzollerna, pierwszego księcia Prus.

4 lata po śmierci Anny ożenił się z 17-letnią Zofią (1501–1568), córką księcia pomorskiego Bogusława X Wielkiego. Ich dzieci:
- Jan II (ur. 28 czerwca 1521, zm. 2 października 1580) – książę szlezwicko–holsztyński na Hadersleben,
- Elżbieta (ur. 14 października 1524, zm. 15 października 1586) – żona Magnusa III, księcia meklemburskiego na Schwerinie oraz Ulryka III, księcia meklemburskiego na Güstrowie,
- Adolf I (ur. 25 stycznia 1526, zm. 1 października 1586) – książę szlezwicko–holsztyński na Gottorp, mąż księżniczki Krystyny heskiej,
- Anna (ur. 1527, zm. 4 czerwca 1535),
- Dorota (ur. 1528, zm. 11 listopada 1575) – żona Krzysztofa meklemburskiego, księcia administratora biskupstwa ratzeburskiego(inne języki),
- Fryderyk (ur. 13 kwietnia 1532, zm. 27 października 1556) – biskup hildesheimski i szlezwicki(inne języki)[2].